# Mr. Olympia
Mr. Olympia este un concurs internațional de culturism organizat anual de către Federația Internațională a Culturiștilor (IFBB). Câștigarea titlului este considerat cel mai important rezultat în domeniul culturismului profesionist. Concursul a fost creat de Joe Weider pentru a oferi campionilor mondiali și continentali ai diferitelor federații de culturism din anii '60 ocazia cuceririi unui nou titlu. Primul concurs Mr. Olympia a avut loc la New York în 18 septembrie 1965. Ediția din 2006 s-a desfășurat pe 30 septembrie la Las Vegas. 
Campionul din 1965, Larry Scott, a primit ca premiu o coroană și suma de 1000 dolari. Campionul din 2009, americanul Jay Cutler, a primit alături de statueta Sandow și medalie, un cec de 200 000 dolari.
Începând din anul 1980, există și o competiție paralelă pentru femei, Ms. Olympia. De asemenea, din 1995 se organizează și o variantă fitness, Ms. Fitness Olympia, iar din 2003 și un concurs de frumusețe Ms. Figure Olympia.

## Istoric

### Anii '60
Ediția inaugurală din 1965 a fost câștigată de Larry Scott, cel mai renumit culturist american al acelei perioade. El a cucerit titlul și în 1966, după care și-a anunțat retragerea din activitatea competițională.
Sergio Oliva, supranumit "Mitul" a câștigat primul său titlu în 1967. Oliva și-a apărat cu succes titlul în următorii doi ani, iar specialiștii consideră că ar fi putut continua să domine culturismul profesionist dacă nu ar fi apărut legendarul Arnold Schwarzenegger. Acesta a participat pentru prima oară la Mr. Olympia în 1969, clasându-se pe locul secund, după Oliva. De remarcat că ediția din 1969 a fost una din doar trei competiții la care Schwarzenegger nu s-a clasat pe locul întâi.

### Anii '70
Arnold Schwarzenegger l-a învins pe Sergio Oliva la ediția din 1970. La 1,88m și aproape 110kg, l-a egalat pe Oliva ca masă musculară, iar arbitrii l-au considerat superior la definire și densitate musculară. Schwarzenegger și-a apărat cu succes titlul în următorii cinci ani, învingându-l pe Oliva din nou în 1972, după care Oliva s-a retras din competițiile IFBB. 
Concursul din 1975 a fost subiectul filmului "Pumping Iron", în care alături de Schwarzenegger au apărut și alte nume mari din culturism, și anume Lou Ferrigno, Serge Nubret și Franco Columbu (partenerul de antrenament al lui Schwarzenegger), care a cucerit titlul în 1976.
După al șaselea titlu, în 1975, Schwarzenegger și-a anunțat retragerea din activitatea competițională.
Frank Zane a câștigat edițiile din 1977, 1978 și 1979. Deși mai puțin masiv decât campionii edițiilor precedente, Schwarzenegger și Oliva, Zane a excelat la simetrie, armonie și definire musculară.

### Anii '80
În 1980, Schwarzenegger a câștigat o decizie foarte controversată a concursului. Mai mulți concurenți și comentatori și-au exprimat dezacordul cu decizia arbitrilor, bazată - susțin criticii - nu pe forma de concurs a lui Schwarzenegger (departe de forma sa de vărf din anii '70) ci pe popularitatea sa enormă. În urma acestei controverse, Mike Mentzer, clasat pe locul 4 , s-a retras din competiții, iar mai mulți concurenți, între care Frank Zane, clasat al doilea, și Boyer Coe, clasat pe locul 4 (la egalitate cu Mentzer), au boicotat competițiile IFBB timp de câțiva ani.
Anul următor Franco Columbu a obținut o victorie la fel de controversată, în urma căreia criticii au declarat că arbitrajul și-a pierdut obiectivitatea și că titlul se acordă bazat pe renume în loc de calitatea fizicului.
Chris Dickerson a câștigat în 1982, având un procentaj al grăsimii corporale extrem de redus; la 42 de ani el este cel mai vârstnic câștigător al titlului.
Supranumit "leul libanez", Samir Bannout a obținut decizia în 1983, deținător al unui fizic foarte simetric și estetic. 
Având o masă musculară impresionantă, definire, simetrie și separare, americanul Lee Haney a câștigat primul din opt titluri consecutive în 1984.

### Anii '90
Lee Haney s-a retras din competiții după ultimul său titlu Mr. Olympia în 1991.
Englezul Dorian Yates, clasat al doilea în 1991, a câștigat titlul în 1992, 1993, 1994, 1995, 1996 și 1997. El a fost renumit pentru masa musculară impresionantă și densitatea ieșită din comun.
După retragerea lui Yates, începând din 1998, Ronnie Coleman a cucerit statueta Sandow la următoarele opt ediții.

### Anii 2000
Americanul Ronnie Coleman și-a continuat dominația începută în 1998, fiind urmărit îndeaproape de Jay Cutler, clasat al doilea la edițiile din 2001, 2003, 2004 și 2005. Jay a fost la un pas de câștigarea titlului în 2001 și 2005, declarând că nu se lasă până când cucerește statueta Sandow. El a reușit în final să-l detroneze pe Coleman în 2006, obținând numai voturi de locul I (punctaj maxim) de la toți arbitrii. Cutler a repetat victoria în 2007, Coleman clasându-se abia pe locul patru. În 2008 Cutler nu s-a prezentat într-o formă suficient de bună pentru a repeta victoria și s-a clasat pe locul al doilea în urma lui Dexter Jackson. În 2009 Cutler a închis gura criticilor prezentînd un fizic de neînvins și obținînd din nou titlul, în timp ce Jackson s-a clasat abia pe locul 3.

## Calificarea la Mr. Olympia
Toți participanții la Mr. Olympia trebuie să se califice prin clasarea superioară la unul din concursurile de profesioniști organizate sub egida IFBB. Sunt calificați următorii sportivi:
- deținătorii titlului Mr. Olympia (dacă trec mai mult de 5 ani este necesară aprobarea IFBB);
- primii 6 clasați la ediția precedentă a Mr. Olympia;
- primii 5 clasați la concursul Arnold Classic din același an;
- primii 5 clasați la concursul New York Men’s Professional din același an;
- primii 3 clasați la celelalte concursuri profesioniste organizate de IFBB între două ediții consecutive Mr. Olympia;
- câștigătorul titlului la Campionatul Mondial de Profesioniști la Veterani;

Pe lângă aceștia, organizatorii pot oferi o "invitație specială" unui sportiv care nu a reușit să se califice. Aceasta a fost regula care i-a permis lui Arnold Schwarzenegger să participe la ediția din 1980, în ciuda faptului că era "retras din activitatea competițională" până la câteva zile înaintea concursului.

## Campioni
| Anul | Campion               | Locul desfășurării           |
| ---- | --------------------- | ---------------------------- |
| 1965 | Larry Scott           | New York City, SUA           |
| 1966 | Larry Scott           | New York City, SUA           |
| 1967 | Sergio Oliva          | New York City, SUA           |
| 1968 | Sergio Oliva          | New York City, SUA           |
| 1969 | Sergio Oliva          | New York City, SUA           |
| 1970 | Arnold Schwarzenegger | New York City, SUA           |
| 1971 | Arnold Schwarzenegger | Paris, Franța                |
| 1972 | Arnold Schwarzenegger | Essen, Germania              |
| 1973 | Arnold Schwarzenegger | New York City, SUA           |
| 1974 | Arnold Schwarzenegger | New York City, SUA           |
| 1975 | Arnold Schwarzenegger | Pretoria, Africa de Sud      |
| 1976 | Franco Columbu        | Columbus, Ohio, SUA          |
| 1977 | Frank Zane            | Columbus, Ohio, SUA          |
| 1978 | Frank Zane            | Columbus, Ohio, SUA          |
| 1979 | Frank Zane            | Columbus, Ohio, SUA          |
| 1980 | Arnold Schwarzenegger | Sydney, Australia            |
| 1981 | Franco Columbu        | Columbus, Ohio, SUA          |
| 1982 | Chris Dickerson       | Londra, Anglia               |
| 1983 | Samir Bannout         | München, Germania            |
| 1984 | Lee Haney             | New York City, SUA           |
| 1985 | Lee Haney             | Bruxelles, Belgia            |
| 1986 | Lee Haney             | Columbus, Ohio, SUA          |
| 1987 | Lee Haney             | Göteborg, Suedia             |
| 1988 | Lee Haney             | Los Angeles, California, SUA |
| 1989 | Lee Haney             | Rimini, Italia               |
| 1990 | Lee Haney             | Chicago , Illinois, SUA      |
| 1991 | Lee Haney             | Orlando, Florida, SUA        |
| 1992 | Dorian Yates          | Helsinki, Finlanda           |
| 1993 | Dorian Yates          | Atlanta, Georgia, SUA        |
| 1994 | Dorian Yates          | Atlanta, Georgia, SUA        |
| 1995 | Dorian Yates          | Atlanta, Georgia, SUA        |
| 1996 | Dorian Yates          | Chicago, Illinois, SUA       |
| 1997 | Dorian Yates          | Long Beach, California, SUA  |
| 1998 | Ronnie Coleman        | New York City, SUA           |
| 1999 | Ronnie Coleman        | Las Vegas, Nevada, SUA       |
| 2000 | Ronnie Coleman        | Las Vegas, Nevada, SUA       |
| 2001 | Ronnie Coleman        | Las Vegas, Nevada, SUA       |
| 2002 | Ronnie Coleman        | Las Vegas, Nevada, SUA       |
| 2003 | Ronnie Coleman        | Las Vegas, Nevada, SUA       |
| 2004 | Ronnie Coleman        | Las Vegas, Nevada, SUA       |
| 2005 | Ronnie Coleman        | Las Vegas, Nevada, SUA       |
| 2006 | Jay Cutler            | Las Vegas, Nevada, SUA       |
| 2007 | Jay Cutler            | Las Vegas, Nevada, SUA       |
| 2008 | Dexter Jackson        | Las Vegas, Nevada, SUA       |
| 2009 | Jay Cutler            | Las Vegas, Nevada, SUA       |
| 2010 | Jay Cutler            | Las Vegas, Nevada, SUA       |
| 2011 | Phil Heath            | Las Vegas, Nevada, SUA       |
| 2012 | Phil Heath            | Las Vegas, Nevada, SUA       |
| 2013 | Phil Heath            | Las Vegas, Nevada, SUA       |
| 2014 | Phil Heath            | Las Vegas, Nevada, SUA       |
| 2015 | Phil Heath            | Las Vegas, Nevada, SUA       |
| 2016 | Phil Heath            | Las Vegas, Nevada, SUA       |
| 2017 | Phil Heath            | Las Vegas, Nevada, SUA       |
| 2018 | Shawn Rhoden          | Las Vegas, Nevada, SUA       |
| 2019 | Brandon Curry         | Las Vegas, Nevada, SUA       |
| 2020 | Mamdouh Elssbiay      | Orlando, Florida, SUA        |

## Ediții câștigate
| Titluri | Nume                  | Ani                  |
| ------- | --------------------- | -------------------- |
| 8       | Lee Haney             | 1984-1991            |
| 8       | Ronnie Coleman        | 1998-2005            |
| 7       | Arnold Schwarzenegger | 1970-1975, 1980      |
| 6       | Dorian Yates          | 1992-1997            |
| 7       | Phil Heath            | 2011-2017            |
| 4       | Jay Cutler            | 2006-2007, 2009-2010 |
| 3       | Sergio Oliva          | 1967-1969            |
| 3       | Frank Zane            | 1977-1979            |
| 2       | Larry Scott           | 1965-1966            |